# Бекенштајнова граница
У физици, Бекенштајнова граница је претпостављена граница ентропије S или количине информација које могу да се садрже у области простора која има у себи има познату количину енергије. Ова граница имплицира да су информације материјалне природе и да захтевају коначну величину и енергију. Ово је значајно за рачунарство, јер би то значило да постоји граница рачунарске моћи и да су Тјурингове машине, са својом неограниченом меморијском траком, физички немогуће ако треба да имају ограничену величину и енергију.
Границу је први представио Јакоб Бекенштајн у облику
{\displaystyle S\leq 2\pi ER,}
где је R грубо дефинисано као полупречник области а E је енергија материје која се налази у области, која би била измерена кад би се материја преместила на бесконачну удаљеност, то јест имајући у виду потенцијалне енергије привлачних сила. Ваља уочити да иако гравитација овде игра важну улогу, граница је независна од гравитационе константе .
Бекенштајн је извео ову границу на основу проучавања црних рупа. Ако би постојао систем који би кршио ову границу, Бекенштајн је тврдио да би било могуће прекршити Други закон термодинамике, спустивши га у црну рупу. Међутим, није позната ниједна прецизна формулација, а тачне дефиниције полупречника, енергије и ентропије су предмет расправа. Постоји и расправа о томе да ли иједна формулација границе постоји.
Мада је извођење границе валидно само за слабо гравитирајуће системе, испоставља се да Бекенштајн-Хокингова ентропија тродимензионих црних рупа тачно одговара граници
{\displaystyle S={\frac {A}{4}},}
где је A дводимензиона област хоризонта догађаја црне рупе у јединицама Планкове површине, {\displaystyle \hbar G/c^{3}}.
Граница је у тесној вези са термодинамиком црне рупе, холографским принципом и границом коваријантне ентропије квантне гравитације, и може да буде изведена из њеног претпостављеног јачег облика.